# أرجوفيلية
الأرجوفيلية (الاسم العلمي: Argophyllaceae) هي فصيلة من النباتات تتبع رتبة النجميات الموجودة في أستراليا وكاليدونيا الجديدة ونيوزيلندا. تضم 24 نوع.